# Bang and Blame
«Bang and Blame» es una canción del grupo estadounidense de rock alternativo R.E.M. Fue lanzado como el segundo sencillo de su noveno álbum de estudio, Monster (1994), el 31 de octubre de 1994 por Warner Bros. Records. La canción fue la última de R.E.M. en alcanzar el top 40 en el Billboard Hot 100 de EE. UU., alcanzando el puesto 19, y también fue su último sencillo número uno en la lista Billboard Modern Rock Tracks. El sencillo alcanzó el número uno en Canadá (el único sencillo de R.E.M. en lograrlo) y alcanzó su punto máximo dentro del top 40 en las listas de Australia, Bélgica, Finlandia, Islandia, Irlanda, Países Bajos, Nueva Zelanda y el Reino Unido.
«Bang and Blame» no se incluyó en In Time: The Best of R.E.M. 1988-2003 y Part Lies, Part Heart, Part Truth, Part Garbage 1982–2011.

## Recepción crítica
Steve Baltin de Cash Box nombró a «Bang and Blame» como «Peak of the Week» y «una de las pistas más fuertes de todo el álbum». Añadió: «Una melodía de guitarra con bordes duros, el vocalista Michael Stipe tiene uno de sus mejores momentos de Monster cuando canta: “You kiss on me/don't kiss on me/you tug on me don't tug on me”. El ritmo propulsor de esta canción también debería resultar atractivo incluso para los que no son fanáticos del grupo». Fell y Rufer del Gavin Report sintieron que «la angustia de Stipe muerde la mano que solía alimentarlo». «Bang and Blame» parece «Ser el resultado de un mal beso y revelación. Su genio como letrista indirecto es la mayor parte de su encanto. El arreglo añade dramatismo y lo hace casi irresistible. El aire acondicionado caliente se comerá este para el almuerzo». Keith Cameron de NME dijo que «depende de una melodía arquetípicamente bonita y de la voz ambigua de Stipe, atrapada entre el desdén y la simpatía por el tema angustiado de la canción». Neil Spencer de The Observer escribió que en temas como «Bang and Blame», «hay estallidos de invención musical y perspectiva humanista que caracterizan sus mejores trabajos».